# Dead Kennedys
Pour les articles homonymes, voir Dead (homonymie) et Kennedy.
Dead Kennedys est un groupe de musique de punk hardcore américain, originaire de San Francisco, en Californie. Il est reconnu comme l'un des pionniers et emblèmes du genre. Leur style musical intègre les éléments les plus expérimentaux du punk britannique des années 1970 à l’énergie brute de la scène punk hardcore américaine des années 1980.
Leurs chansons expriment un mélange de propos délibérément choquants, de commentaires engagés politiquement à gauche, d’humour acerbe et sarcastique et de satire virulente, qui visaient notamment les questions politiques et sociales de l’époque, en particulier celles des États-Unis. Plusieurs des chansons du groupe ont critiqué les idéologies de la droite conservatrice, les politiques reaganiennes et les stéréotypes de la culture de masse américaine.

## Biographie

### Débuts (1978–1979)
Le groupe se forme à la suite d'une petite annonce rédigée par East Bay Ray à laquelle Jello Biafra (Eric Boucher de son vrai nom) répond. Ils sont rapidement rejoints par le bassiste Klaus Flouride, le batteur Ted et un second guitariste qui devient célèbre sous le nom de 6025. Ce dernier quitte le groupe dès mars 1979 alors que Ted est remplacé fin 1981 par Daren Henley Peligro.
Ils jouent leur premier concert au Mabuhay Gardens en juillet 1978.
En 1979, Jello Biafra se déclare candidat au poste de maire de San Francisco. Sa candidature, qui ressemble au départ à une plaisanterie, est finalement prise au sérieux par un nombre non négligeable d'électeurs, puisque Biafra termine quatrième sur dix candidats. La même année, Jello Biafra forme avec Greg Ginn (Black Flag) le label Alternative Tentacles qui publiera la plupart des disques du groupe. Les premiers singles suivent : California Über Alles en 1979 qui est une charge violente contre Jerry Brown, alors gouverneur de Californie.

### Premiers albums (1980–1985)
En septembre 1980, ils publient leur premier album Fresh Fruit for Rotting Vegetables, dont sont issus les singles Holiday in Cambodia en juin 1980, et enfin Kill the Poor et Too Drunk to Fuck, ce dernier disque étant immédiatement interdit par les autorités californiennes. Malgré cette censure, le groupe parvient à sortir leur nouvel album Plastic Surgery Disasters en 1982.
En novembre 1985, la sortie de l'album Frankenchrist déclenche un scandale : à l'intérieur de l'album figure une reproduction sous forme de poster d'une œuvre du peintre suisse HR Giger intitulée Penis Landscape. Elle vaut au groupe un procès pour pornographie et une descente de police qui laisse l'appartement de Jello Biafra dans un piteux état. Le procureur Michael Guarino, qui souhaitait faire de ce procès un exemple, confiera plus tard regretter cet épisode. L'affaire se termine d'ailleurs par un non-lieu, après plusieurs mois de procédure.
Le groupe se sépare en 1987 après la parution de Give Me Convenience or Give Me Death.

### Retour (depuis 2001)

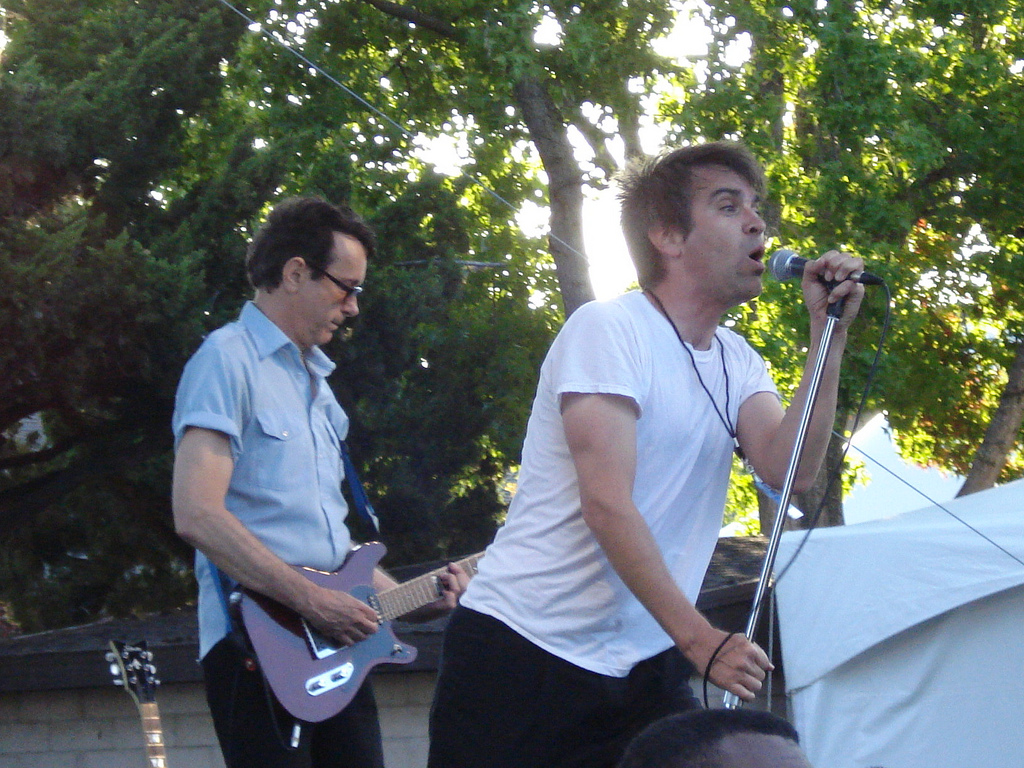
En 2009, au Harmony Festival, Santa Rosa.

Une reformation du groupe s'effectue vers 2001 sans Jello Biafra avec Brandon Cruz au chant, essentiellement motivée par des intérêts commerciaux. Le label Alternative Tentacles, détenteur des droits sur le nom du groupe, ainsi que Biafra[réf. nécessaire] sont en procès contre le groupe.
Le groupe se reforme de nouveau en 2006 avec Jeff Penalty au chant. Il quitte finalement le groupe en mauvais termes début 2008 pour des raisons de profondes divergences éthiques et financières entre autres avec les autres membres du groupe. Le 21 août 2008, le groupe annonce une pause de tournée à cause des problèmes de santé de Flouride et Peligro. Le groupe joue un concert au Santa Rosa, Californie, en juin 2009, avec Peligro de retour à la batterie.
En août 2010, Dead Kennedys annonce une courte tournée sur la côte est. La formation se rassemble avec East Bay Ray, Peligro, Greer, et le bassiste Greg Reeves replaçant Flouride,. Ils jouent à Philadelphie, New York, Boston, Washington, D.C., Portland et Hawaï.
Le 28 octobre 2022, D.H. Peligro meurt d'un traumatisme crânien provoqué par une chute accidentelle.

## Membres

### Membres actuels
- East Bay Ray – guitare solo (1978–1986, depuis 2001)
- Klaus Flouride  – basse, chœurs (1978–1986, 2001–2010, depuis 2011)
- Ron « Skip » Greer – chant (depuis 2008)

### Anciens membres
- Jello Biafra – chant (1978–1986)
- 6025 – guitare rythmique (1978–1979)
- Bruce Slesinger (Ted)  – batterie (1978–1981)
- Brandon Cruz – chant (2001–2003)
- Jeff Penalty  – chant (2003–2008)
- Dave Scheff – batterie (2008)
- Greg Reeves – basse (2010–2011)
- D.H. Peligro – batterie, chœurs (1981–1986, 2001–2008, 2009–2022)

## Discographie

### Démos
2019 : Iguana Studios Rehearsal Tape - San Francisco 1978 (Manifesto),

### Singles
- 1979 : California Über Alles (apparaît dans le jeu vidéo Tony Hawk's American Wasteland)
- 1980 : Holiday in Cambodia (apparaît dans les jeux vidéo Guitar Hero III : Legends of Rock et Rock Band Unplugged)
- 1980 : Kill the Poor / In-Sight
- 1981 : Too Drunk to Fuck / The Prey
- 1982 : Nazi Punks Fuck Off! / Moral Majority
- 1982 : Bleed for Me / Life Sentence
- 1982 : Halloween / Saturday Night Holocaust

## Filmographie
- 1987 : Dead Kennedys: The Early Years[17].